# ملعب حطاي الجديد
ملعب حطاي الجديد هو ملعب يقع في أنطاكية، تركيا. أفتتح في 25 يونيو 2021 ويستوعب 25 ألف متفرج.